# ビーチバレーガールしずく
『ビーチバレーガールしずく』は、モバイル&ゲームスタジオが開発しジー・モードより配信されたビーチバレーゲーム、およびシリーズ名。

## ビーチバレーガールしずく
『ビーチバレーガールしずく』は、iアプリ版が2007年7月23日に、S!アプリ版が同年8月15日に、EZアプリ版が2008年3月27日に発売され、2012年3月26日から4月30日の期間にはAndroid版が無料配信された。また、2020年5月7日にはジー・モードがNintendo Switch向けに展開する「G-MODEアーカイブス」の第4弾ソフトとしても発売された。

### システム
2対2のビーチバレーゲームで、プレイヤーは主役の浅霧しずくを操作する。勝利後には着ていた水着と必殺技を獲得し次の試合に使用できるようになる。実際のビーチバレーと違い、ゲームは15点先取の1セットマッチ、10点先取の3セットマッチに分かれる。
対戦中の操作でゲージに溜まったパワーを消費することで、ゲージがオレンジ色ならば通常より速いパワースパイクを、赤色ならば必殺技を打つことができる。

### モード
- ストーリー

ビーチバレーの大会「シンデレラカップ」の優勝を目指す。途中で特訓試合が組まれる。
- VSモード

練習試合のモード。
- コレクション

集めた水着を閲覧できる。

### 必殺技
- ファイアアタック（消費パワー:中）

熱き魂をボールに叩きつけるスパイク。
- フェニックスアタック（消費パワー:大）

燃え滾る魂をボールに込め不死鳥のごとく舞い上がる。スパイクを打ち損じても上に上がるため、よほどの位置でもない限りネットに当たることはない。
- 忍法おぼろ玉（消費パワー:中）

ボールが揺れ動き、いくつにもぶれて見えるスパイク。
- ドルフィンターン

イルカがターンするようにボールがターンして戻る。
- ダイヤモンドダスト（消費パワー:中）

高く打ち上げたボールが一気に落下する。
- ツイスターニードル（消費パワー:大）

スクリュー回転のボールを対戦相手にぶつける。
- ドリームボール（消費パワー:大）

スパイクした瞬間にボールが消える。
- ライトニングロード（消費パワー:特大）

稲妻のごとく空中を跳ね回り、突如地面に落下する。

### あらすじ
浅霧しずくと親友の水無瀬はるなは、中三の頃に見たビーチバレーの大会に感動し、二人でビーチバレー部を立ち上げるが、デビュー戦となった地元の試合で惨澹たる結果を残す。するとどこからともなく笑い声が響き、仮面を被った二人組と練習試合をすることになった。二人組を倒したしずくとはるなは、全国ビーチバレーの強豪が犇くシンデレラカップに宮崎代表として出場することになった。

### 登場人物

#### 蒼々高校
浅霧しずく
シリーズの主人公。スポーツ万能でいろいろやってきたが、マイペースで我侭な性格だった為チームメイトとうまくいかずかといって個人競技は嫌い。コンビニのアイスが大好物。
水無瀬はるな
しずくのツッコミ役。1、2ではCPUが操る。1では短髪だったがシリーズごとに伸ばしている。3では球が上空にあがるレインボードライブを打ち、HN「はるぴょん」と言う名でブログをつけている。

#### 波隠高校
群雲カスミ
忍者の末裔。修行が趣味。一人称は「あたし」掛け声が「ニン!」「斬!」。

#### 沖ノ島高校
飛鳥あずさ
沖縄出身の前九州代表。スポーツマンシップを重んじるさわやかな性格。一人称は「あたい」。3で白雪と組み再登場するがCPU専用。

#### 北氷高校
白雪千歳
北海道代表。趣味は俳句。飛鳥と同じく3ではCPU専用。

#### 荒天商業
秋月かえで
大阪代表。口が悪くしずくからヤンキーと呼ばれる。

#### 海皇学院
神島蘭
帰国子女で数ヶ国語をこなし、「紅の蝶」の異名をもつ日本の元トッププレイヤー。仮面をつけて最初の相手になる。2では引退し蒼高のコーチに就任。
九条
神島のパートナー。仮面をつけることを恥ずかしがっていた。

#### USA
エリーナ・オーシャン
陽気で能天気、身体能力は抜群で16歳の若さで全米チャンピオンに輝き、以前ストレートで日本代表の神島を下した。3ではアリア、エスメラルダと組む。
アリーナ・オーシャン
エリーナの双子の妹。頭脳明晰ではあるが、姉と同類と思われたくなく、伊達眼鏡をしている。同人誌作りが趣味のアニメヲタク。必殺技は、直角に落ちる「グラヴィディ・ロウ」。

## ビーチバレーガールしずく2 飛翔編
『ビーチバレーガールしずく2 飛翔編』は、EZアプリ版が2008年7月3日に、iアプリ・S!アプリ版が同年7月16日に発売された。また、2020年9月17日にはNintendo Switch向けの「G-MODEアーカイブス」第16弾ソフトとしても発売された。

### 前作からの変更点
- 試合評価が高いとプロフィールが更新される。
- 水着、必殺技を入手する要素の追加。
- ストーリー内の選択肢によりシナリオが変わる。
- やり込むことにより、日焼け跡が付くようになった。
- ブロック成功率がアップ、コンピューターもパワースパイクを打つよう変更された。

### モード
- ストーリー

世界遠征に旅立ち、世界中のプレーヤーとビーチバレーの試合をこなし、勝利を目指す。
- VSモード

練習試合をするモード。日焼け跡、ストーリーで取れなかった水着を入手することもできる。
- コレクション

水着、日焼け跡、必殺技、シナリオの進行状況を確認できる。
- プロフィール

プロフィールの確認ができる。

### あらすじ
シンデレラカップ優勝から一年後、蒼々高校ビーチバレー部は部員を4名増やし、6名になった。新しくコーチになった神島の意向でしずくとはるなはシンデレラカップには出場せず、世界中を遠征することになる。

### 登場人物

#### 蒼々高校
浅霧しずく
水無瀬はるな
神島蘭
山田・佐藤
蒼々高校の新入部員

#### 中国
張林香（チャンリンシャン）
河南省昇林寺で鍛えた拳法を活かし、武術を応用するプレーをする。団子ヘアに「～ネ」という口癖とステレオタイプ的な中国人。3の必殺技は飛流烈我弾。

#### ブラジル
エスメラルダ・オルト
陽気で情熱的な性格で、はるなに一目惚れしたレズビアン。3では知的な女性が好みであることが解り、しずくやくりすは対象外。3の必殺技はダンシング・サンバ。

#### フランス
リア・フェレール
神の祝福を請う。彼女が微笑むとまぶしさに目が眩むらしい。3の必殺技はヘブンズゲート。

#### イギリス
ブラック・アリア
本名:アリア・花子、その名前で呼ばれると怒る。手にはめたソックパペット熊のチャタラーと共に全ての人々の不幸と絶望を願う漆黒の少女。3の必殺技はヘルレイズ。

#### アメリカ
エリーナ・オーシャン
アリーナ・オーシャン

#### ロシア
キーラ・アザロフ
「鋼鉄の女王」の異名を持つ最強ロシアのアタッカー。オーシャン姉妹を完勝。勝利至上主義でゲームも外交命令の一部としか受け止めていないが、将来は一緒に住んでる祖母と穏やかに暮らしたいと願っている。3の必殺技はヴォルクハング。

### 必殺技
- フェニックスアタック（消費パワー:小）
- 飛流烈我弾（消費パワー:小）

龍が天に昇るように、ボールを打ち上げ急降下する。ダイヤモンド・ダストに似ている。
- ダンシング・サンバ（消費パワー:小）

相手コートの上で激しく回転し、気まぐれに落下する。
- ヘブンズゲート（消費パワー:小）

スパイク後にワープし、逆方向からボールが飛んでくる。弾道がドルフィン・ターンに似ている。
- ヘルレイズ（消費パワー:小）

対戦相手の足元に地獄の使者を召喚し、行動不能に陥れる。
- ソニックロード（消費パワー:大）

高速で空中を跳ね回り、突如地面に落下する。
- ヴォルクハング（消費パワー:特大）

氷に包まれた強烈なスパイクで全てのものをなぎ払う。ツイスターニードルに似ている。

## ビーチバレーガールしずく 合宿編
『ビーチバレーガールしずく 合宿編』は、mixi内のゲームコーナー「ピコピコmixi」向けのFlashゲームとして2008年8月25日から10月31日の期間に無料配信された。
シリーズ作品の試用版という位置付けで、しずくとはるながコーチと猛特訓するという内容のミニゲームが収録されている。

## 萌えスロ☆ビーチのしずく
『萌えスロ☆ビーチのしずく』は、iアプリ版が2009年3月2日に、S!アプリ版が同年4月15日に、EZアプリ版が同年7月27日に発売された。
従来のシリーズ作品とは異なり、カジノ風スロットゲームを行う内容となっている。しずくとはるながナビゲート役を務め、特定の条件を満たすごとにはるなの着せ替え衣装（全20種類）が手に入る。

## ビーチバレーガールしずく3 世界大会編
『ビーチバレーガールしずく3 世界大会編』は、iアプリ版が2009年7月13日に、S!アプリ版が同年7月15日に、EZアプリ版が2010年6月3日に発売された。

### 前作からの変更点
- 1、2のキャラが総登場。キャラ同士がペアを組み、二人で協力して必殺技を出せるようになった。
- ワールドツアーでは、しずく以外のプレイヤーも選択可能。
- しずくが必殺技を覚えるのではなく各キャラクターが必殺技を持っている設定に変更された。
- 得点は1セット7点、10点になった。
- 日焼け要素のほか、新しく着替え演出が加わり、主役の二人だけでなく他の人物の着替えも見ることができるようになった。

### モード
- ストーリー

世界の頂点を目指して戦う。
- ワールドツアー

自由にペアを組み、いろんな設定で全4戦戦う。
- コレクション

前作と同様コレクションや選手のプロフィールを見ることができる。

### 登場人物
新キャラ以外は上記参照。
滝沢くりす
3前半のはるなのパートナー。しずくの小学校時代の同級生で、彼女から「タッキー」と呼ばれている。泥んこ企画やゲテモノ料理を食うなど仕事を選ばないが運動神経がよく、体当たりで何でもこなせるので「全天候系アイドル」と呼ばれ、家が金持ちでCDを身内で買い占めランキング上位に食い込ませている。小学校の頃、高級品の服見せびらかして目立とうしたが、それ以上にしずくが目立ち注目が集まらなかったせいでしずくを深く恨み潰すためにはるなを初め、大会参加者を洗脳させる。必殺技はジグザグに落ちる「サイド・ワインダー」。
神島鈴（かみしま りん）
一年前に突如転校してしずくの新パートナーになった神島の妹。貧乳でですます調で話し、シスターコンプレックスの為姉である蘭の言うことは絶対と、裏表の性格も激しいがチャタラーが苦手。必殺技は球が消える「ネオ・ドリームボール」。角度が狭く手前に落とすため前に出ていないとネットに当たってしまう。